# Korkuthan, Beşikdüzü
Korkuthan là một xã thuộc huyện Beşikdüzü, tỉnh Trabzon, Thổ Nhĩ Kỳ. Dân số thời điểm năm 2011 là 258 người.